# Museion

Plano de Alejandría hacia el 200 a. C. El Museion debería estar más o menos en el número 9.

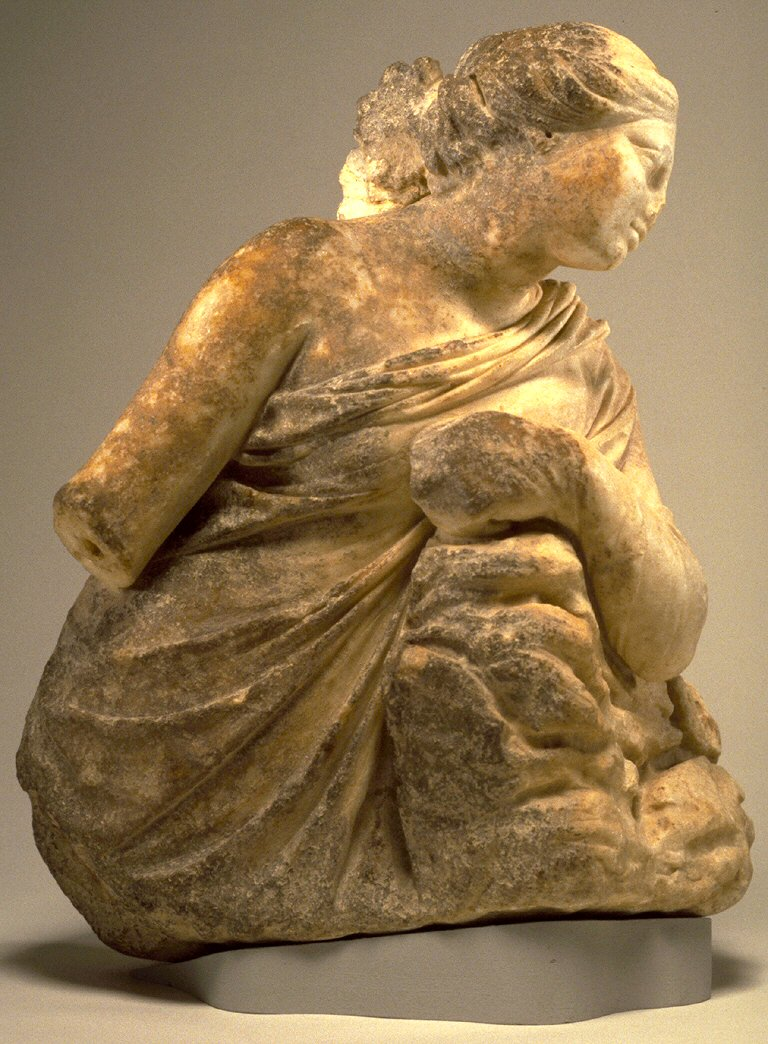
Estatua de una musa, un motivo erudito común en la época helenística.

El Museion (en griego antiguo: Μουσεῖον, literalmente, templo de las musas), Musaeum o Museo de Alejandría fue un centro dedicado a las musas, donde se había dispuesto de lo necesario para que los mejores poetas, escritores y científicos del Mundo Antiguo vivieran y trabajaran. Fue fundado por Ptolomeo I Sóter y cerrado en el 391 por el patriarca Teófilo, que estaba sujeto a las órdenes del emperador Teodosio.
El Museion contaba con diversas dependencias al servicio de los eruditos y sabios; salas de conferencias, laboratorios y observatorios, además de la zona de alojamiento y comedor. Pero destacaba sobre todas ellas su biblioteca, que ha llegado a conocerse como la "gran Biblioteca de Alejandría". El Museion podía cumplir una función instructiva, pero también propagandística y como reacción cultural de los griegos ante una cultura que siempre consideraron superior; pero se desconoce cuál era su estructura, su emplazamiento exacto, las obligaciones impartidas a sus huéspedes o sus fuentes exactas de financiación.

## Orígenes delMuseion

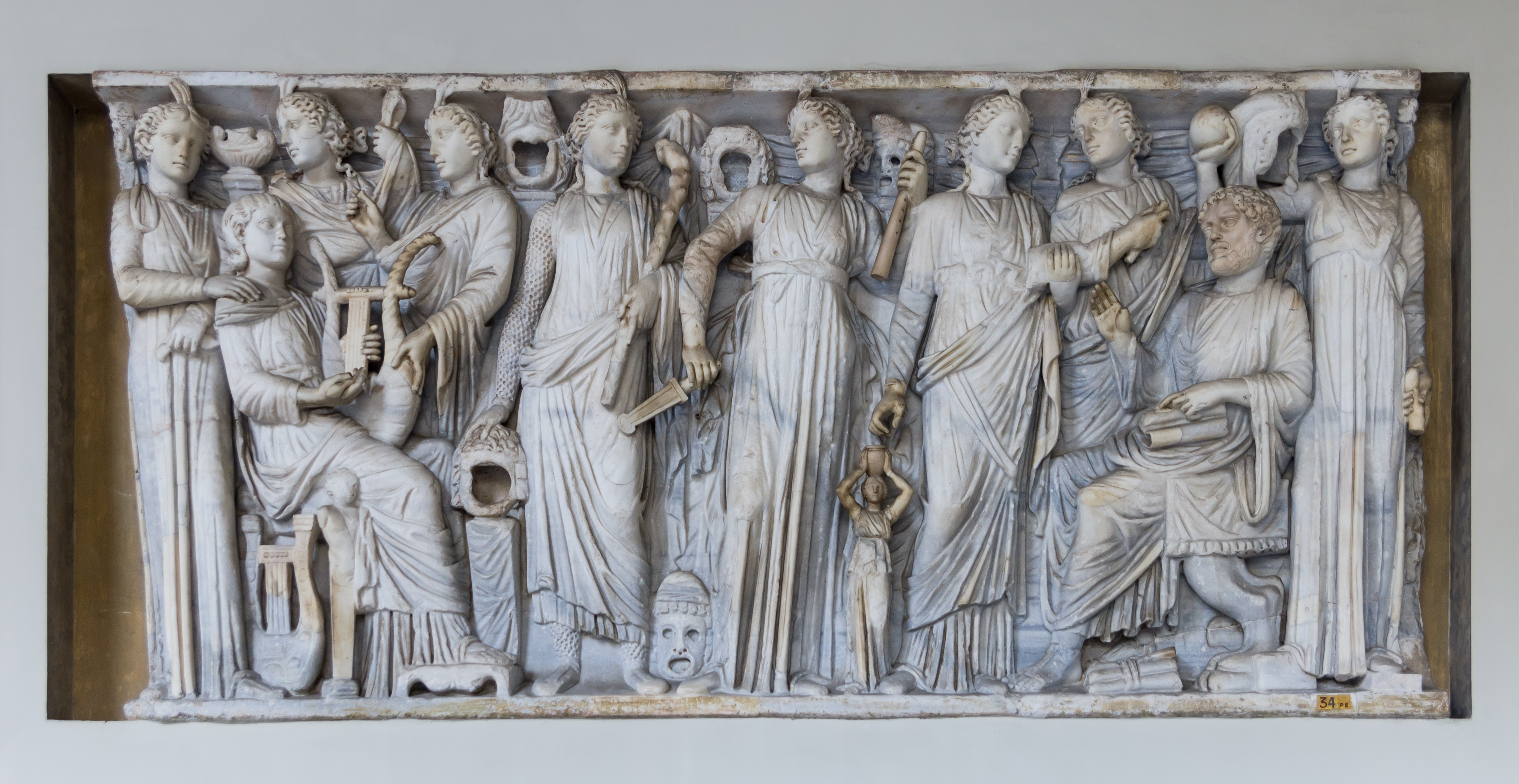
Musas y poetas. El Museo de Alejandría pretendía atraer a los mejores poetas y científicos, por eso se le dio el nombre de sus protectoras.

Quien encarga la construcción es el emperador Ptolomeo, Las Musas, las hijas del dios Zeus en la mitología griega, eran quienes aportaban sabiduría e inspiración a los poetas y, por extensión, a todos los hombres de letras, científicos y filósofos. Son 9 musas de la mitología clásica. Aristóteles y otros sabios de la Grecia Clásica adoraban a estas divinidades en pequeños bosques cercanos a sus centros de enseñanza. Con el tiempo levantaron altares en su honor o incluso pequeños edificios llamados "museos" (Escolar, 2001, p. 71).
En recuerdo de aquellos lugares sagrados, los reyes ptolemaicos utilizaron ese nombre para el conjunto de instalaciones, levantadas dentro de su palacio, donde deseaban alojar y mantener a las mejores mentes de su época (Escolar, 2001, p. 72). Por lo tanto, no era un edificio consagrado a estas divinidades, sino varios, con diferentes finalidades.

## Estructura
En un principio era el Museo, y no su biblioteca, la dependencia más importante y el principal imán para científicos y literatos, pese a la idea muy extendida de ser al revés. Así Herodas y Estrabón citan solo el Museo, lo que hace suponer a escritores como Hipólito Escolar (2001, p. 80) que la segunda era una dependencia más del primero. Herodas afirmaba:

Y es que aquello es cosa de Afrodita: todo, lo que existe y lo posibles, está en Egipto: dinero, juegos, poder, cielo azul, fama, espectáculos, filósofo, oro, jóvenes, el templo de los dioses hermanos, el rey benevolente, el Museo, vino, cuanto uno pueda imaginar.
Escolar (2001, p. 77)

### Dependencias
Es mucho lo que se desconoce del Museion. No se cuenta con muchas descripciones, no quedan planos o bocetos ni se han encontrado restos arqueológicos del mismo. Según relata el geógrafo Estrabón, que lo visitó a finales del siglo I a. C.: 

Encierra un paseo, una exedra y una sala en la que se celebran las comidas en común de los filólogos empleados en el Museo. Existen fondos comunes para el sostenimiento de la colectividad, y un sacerdote, puesto en otros tiempos por los reyes y hoy por el César, al frente del Museo.
Estrabón

A las dependencias enumeradas por Estrabón deben añadirse un zoológico con animales de Asia y África, un observatorio y diez laboratorios de investigación. Uno de dichos laboratorios, el de anatomía, era especialmente útil para los griegos de la Hélade al permitir realizar autopsias y disecciones en cuerpos humanos, algo prohibido en la Grecia continental. A estas estancias deberían sumarse las habitaciones reservadas a los sabios que residían allí.
Sin embargo, la dependencia o conjunto de dependencias que terminaron adquiriendo más fama fueron las de la Biblioteca. No se cuenta con datos de cómo era la biblioteca, pero si se parecía en algo a la de Pérgamo, que se inspiró en la de Alejandría, debía contar con un patio abierto porticado desde el que se accedía a las distintas habitaciones donde se guardaban los rollos de papiro y pergamino.

### Organización
Según Escolar (2001, p. 72) se sabe que un sacerdote presidía la institución y era huésped a su vez del Museion. Los medios económicos los debía administrar un epistáte o funcionario de la monarquía Ptoloméica (Escolar, 2001, p. 72). Pero no se conserva una lista con sus nombres, cosa que sí ocurre con los bibliotecarios.
Tampoco se dispone de datos para saber si los sabios invitados contraían obligaciones a cambio del sustento y la paga, más allá de aportar conversaciones agradables al monarca; pero no se tiene constancia de que debieran educar a los hijos del soberano. Su función se extendía a la investigación y la enseñanza voluntaria, aunque no estaba abierta al público, sino sólo a unos pocos privilegiados (Escolar, 2001).

## Finalidad

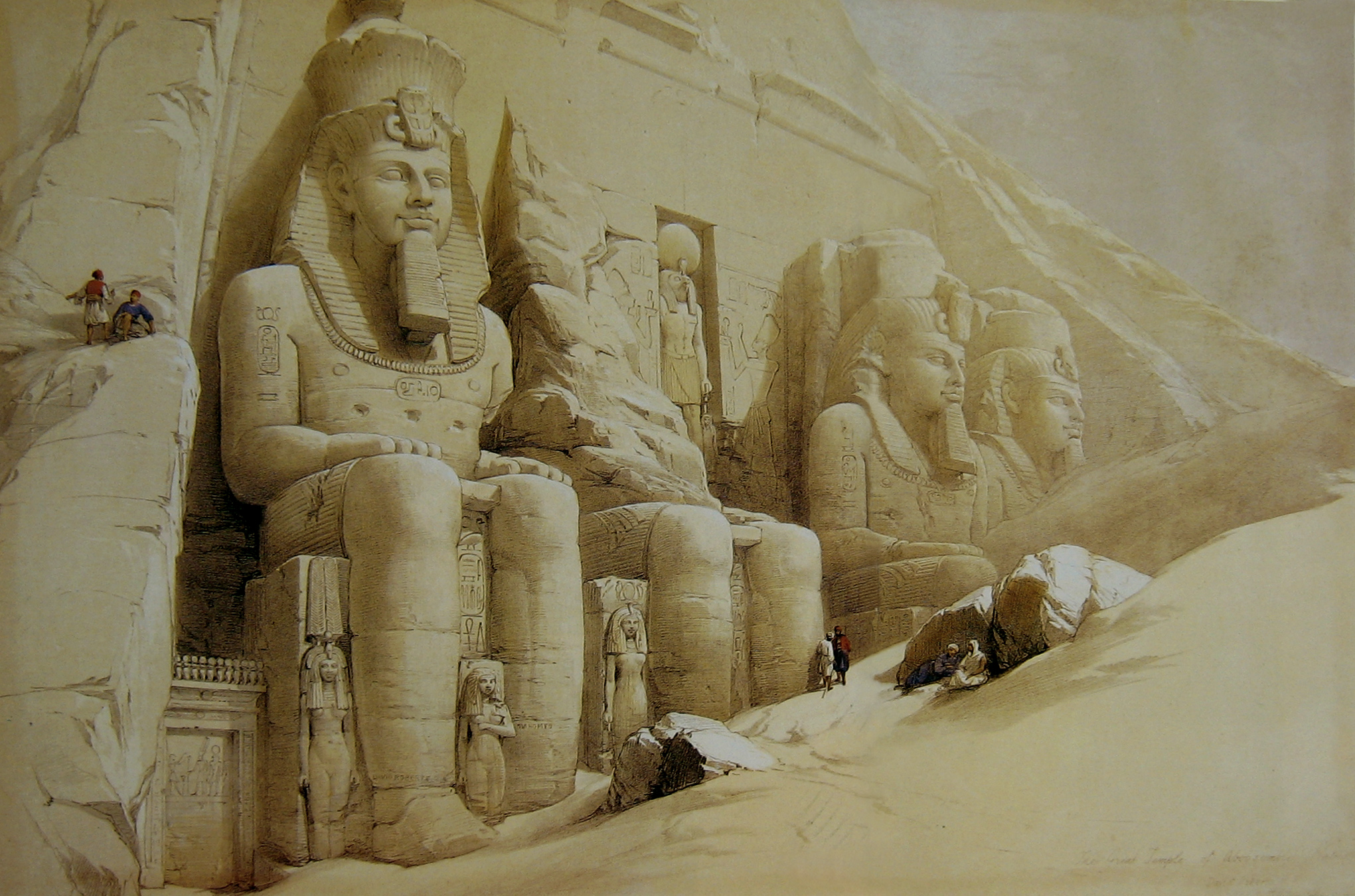
Pintura de Abu Simbel. La deslumbrante cultura egipcia siempre acomplejó a los griego. El Museo pudo ser un intento de contrarrestarla.

Para algunos, la principal misión del Museo era dotar a los monarcas helenos de asesores e instructores que pudieran guiarlos en el gobierno de su nuevo reino, un reino muy diferente a los griegos, muy cerrado en sí mismo y muy de espaldas al mar por numerosas razones. Necesidad que compartían con otros reyes helenísticos que también fundaron centros parecidos al de Alejandría.
Escolar (2001, p. 85 y siguientes) añade tres misiones más:
- Atraer población griega por medio de la cultura y el saber. No debe olvidarse que Alejandría fue una ciudad cosmopolita, pero fundada por griegos para griegos;[4] bien es verdad que vivió un gran crecimiento, pues en unos 30 años había pasado de ser una aldea de pescadores a una urbe de casi medio millón de habitantes,[3] pero en principio no estaba pensada para ser ocupada por egipcios.
- Otorgar prestigio a un monarca que se había impuesto por la fuerza tras la conquista del reino egipcio. Se ha comentado mucho el recibimiento dispensado por los egipcios al Gran Alejandro, considerándolo un libertador. pero no debemos olvidar que dicho comportamiento lo relatan las fuentes helenas, no las egipcias.[4]
- Tratar de contrarrestar la considerable fuerza de la milenaria cultura egipcia creando un centro de investigación donde el griego fuese la lengua principal o incluso única. Sucesivas civilizaciones como la romana sintieron cierto complejo del esplendor griego, considerándolo una cultura superior, pero en tiempo de Alejandro Magno e incluso mucho antes, los griegos siempre sintieron cierto complejo ante los egipcios, creadores de una cultura milenaria e impresionate por su arquitectura, escritura, riqueza...

## Significado actual
El Museion es el origen del término actual museo. Tras su importación a Francia, a principios de la Edad Moderna, esta palabra servía para designar tanto a la comunidad de eruditos que se reunían bajo un mismo techo, como a las colecciones que se conservaban en los llamados Gabinetes de curiosidades.